# HMAS Vampire (D11)
Pour les articles homonymes, voir HMAS Vampire.
Le HMAS Vampire (D11) était le troisième des trois destroyers de classe Daring de construction australienne servant dans la Royal Australian Navy (RAN). Il est l'un des premiers navires entièrement soudés construits en Australie, au chantier naval de l'Île Cockatoo entre 1952 et 1959, et a été mis en service dans le RAN un jour après son achèvement.

## Historique
Le destroyer Vampire a été régulièrement déployé en Asie du Sud-Est au cours de sa carrière : il a été attaché à la Réserve stratégique d'Extrême-Orient (Far East Strategic Reserve (en)) à cinq reprises, y compris lors de la confrontation Indonésio-malaisienne, et a escorté le transport de troupes HMAS Sydney lors de six des vingt-cinq voyages de transport de ce dernier au Vietnam. En 1977, le destroyer a été chargé d'escorter le yacht royal britannique Britannia lors de la visite de la reine Élisabeth II et du prince Philip en Australie. En 1980, Vampire a été reclassé en tant que navire-école.

## Désarmement et préservation
Le navire de guerre est resté en service jusqu'en 1986, date à laquelle il a été mis hors service et présenté au Musée national de la marine de Sydney pour être conservé en tant que navire musée. Il est le plus grand navire appartenant à un musée en exposition en Australie.
En novembre 2015, le navire de guerre a été déplacé vers les pavillons des navires de guerre du Musée maritime national australien aux côtés du HMAS Onslow, du HMAS Advance et de la réplique du HMS Endeavour.

## Galerie

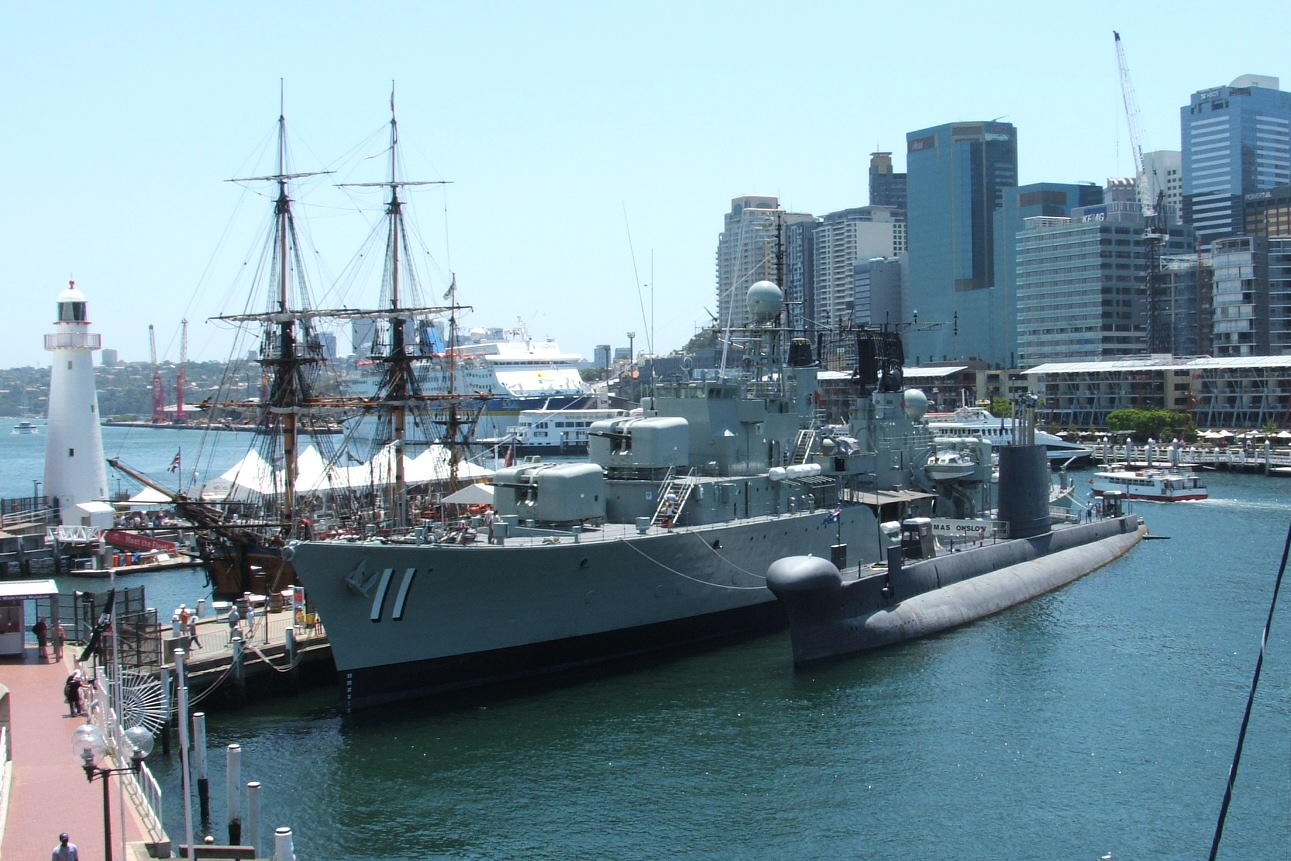
Australian National Maritime Museum
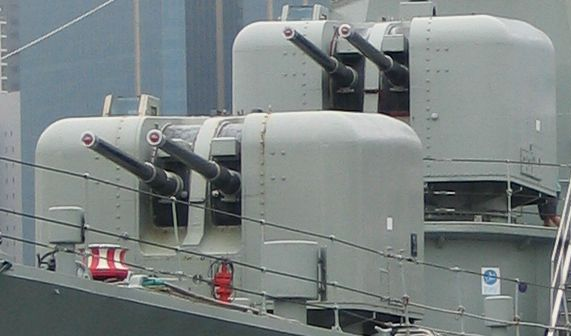
Canons de 113 mm
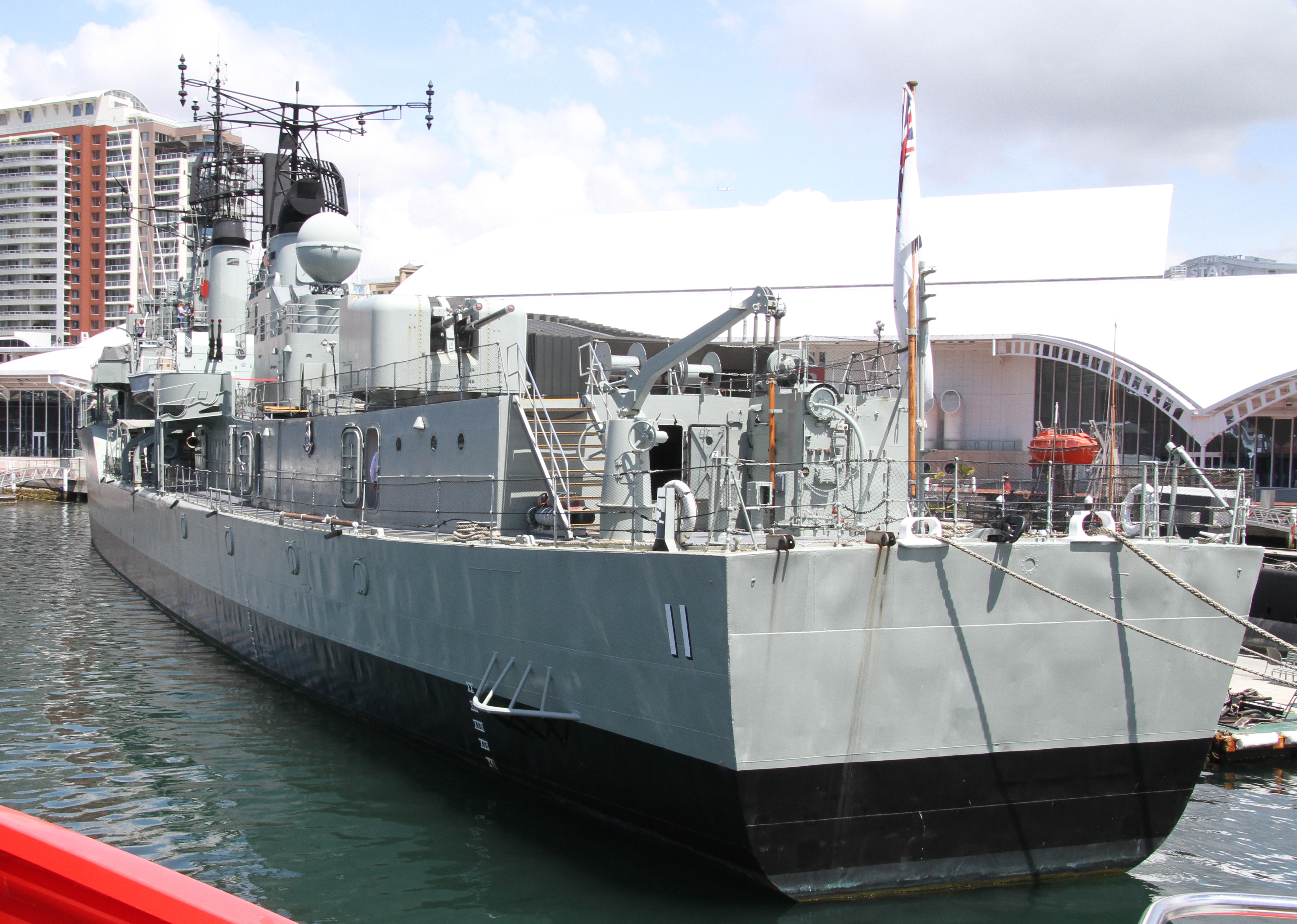
Vue arrière